# 熊繹
熊繹（ゆうえき、？－紀元前1006年）は、羋姓熊氏，鬻熊の曾孫，熊狂の息子。

## 解説
周の武王の息子である周成王が即位したとき、周の文王と周の武王の時代の大臣の功績に感謝するために、彼は彼らの子孫を昇進させ、熊繹を南に封印する。
五十里子爵の称号を与え、楚政権を樹立し、丹陽に住む。
熊繹は景山にいて、生い茂った雑草を刈り取り、山や川を渡って周に仕え、桃の木の弓とナツメの矢で貢物を捧げることしかできませんでした。 
周の康王の治世中、熊繹は魯公伯禽、晋侯燮、丁公とともに周の康王を補佐した。
熊繹の第37年（紀元前1006年）、熊繹は死んだ。 熊繹の死後、息子の熊只が楚の君となった。